# گره زو
گره زو یک روستا در ایران است که در دهستان زیارت واقع شده‌است. گره زو ۲۵۸ نفر جمعیت دارد.زبان مردم این روستا کرمانجی میباشد.